# Федерација Јужне Арабије
Федерација Јужне Арабије (арап. اتحاد الجنوب العربي) је био краткотрајни британски протекторат који је постојао од 1962. до 1967. године на југу Арабијског полуострва.
Територија овог протектората је заједно са Протекторатом Јужне Арабије, ушла у састав Јужног Јемена.

## Историја
Федерацију су основале 4. априла 1962. 15 британских вазалних држава (емирата, султаната и шеиката) чланица дотадашње Федерације Арапских Емирата Југа. Федерацији се 18. јануара 1963. придружила и крунска Колонија Аден, те у јуну 1964. Султанат Горњи Авлаки тако да је укупни број чланица био 17.
Ова краткотрајна држава којој су Британци на све начине жељели осигурати будућност, издавала је властите марке и судјеловала на међународним спортским такмичењима, тако је послала своје представнике на Игре Комонвелта 1966. у Кингстон на Јамајци.
Од самог свог оснивања, Федерација Јужне Арабије била је поприште жестоких герилских борби између двију јеменских герилских организација; Народно ослободилачки фронта (NLF) и Фронта за ослобођење окупираног Јужног Јемена (FLOSY) с једне стране те војске и полицијских снага Федерације помагане од стране британске војске размјештене по Федерацији још од времена Протектората Аден. Борбе и велики политички немири кулминирали су 20. јуна 1967. кад је дошло до побуне и отказивања послушности у војсци Федерације, која се проширила и на полицију. Краткотрајни ред су успоставиле јединице британске војске, али су и оне крајем новембра 1967. напустиле земљу исцрпљене сталним герилским нападима NLF-а и FLOSY-а. Одмах по њиховом одласку, власт је преузео Народно ослободилачки фронт (NLF) и прогласила Демократску Народну Републику Јемен 30. новембра 1967 године.

## Чланице федерације
- Колонија Аден
- Шеикат Алави
- Шеикат Акраби
- Султанат Авдали
- Емират Бејхан
- Шеикат Датина
- Емират Дала
- Султанат Фадли
- Султанат Хаушаби
- Султанат Лахиџ
- Султанат Доњи Авлаки
- Султанат Доња Јафа
- Шеикат Муфлихи
- Шеикат Шаиб
- Шеикат Горњи Авлаки
- Султанат Горњи Авлаки
- Вахидски Султанат Балхаф